# Gasatomus emersoni
Gasatomus emersoni är en mångfotingart som beskrevs av Chamberlin 1923. Gasatomus emersoni ingår i släktet Gasatomus och familjen fingerdubbelfotingar. Inga underarter finns listade i Catalogue of Life.